# Булавин, Владимир Иванович
Влади́мир Ива́нович Була́вин (род. 11 февраля 1953, Становое, Липецкая область, РСФСР, СССР) — российский государственный деятель, генерал-полковник (2007). Кандидат юридических наук, заслуженный сотрудник органов безопасности Российской Федерации. Председатель Комитета Совета Федерации по обороне и безопасности (с 11 октября 2023).
Руководитель Федеральной таможенной службы (28 июля 2016 — 10 февраля 2023). Полномочный представитель президента Российской Федерации в Северо-Западном федеральном округе (11 марта 2013 — 28 июля 2016). Первый заместитель секретаря Совета безопасности Российской Федерации (2 июня 2008 — 11 марта 2013). Бывший сотрудник органов госбезопасности, офицер Федеральной службы безопасности Российской Федерации.

## Биография
Родился 11 февраля 1953 года в селе Становое Липецкой области. В 1975 году окончил Московский институт инженеров транспорта по специальности «автоматика и телемеханика», после чего до 1977 года работал инженером-конструктором Павловского машиностроительного завода «Восход».
С 1977 года служил в органах государственной безопасности. После окончания в 1979 году двухгодичных курсов подготовки оперативного состава со знанием иностранного языка Высшей Краснознамённой школы КГБ СССР направлен на оперативную работу в Управление КГБ СССР по Горьковской области (ныне Нижегородская область), где и проходил дальнейшую службу.
В 1992 году был назначен начальником УМБ-УФСК-УФСБ России по Нижегородской области. С 2001 по 2006 годы одновременно был председателем совета начальников органов ФСБ России в Приволжском федеральном округе.
В 2006 году назначен заместителем директора ФСБ России — руководителем созданного 6 марта 2006 года аппарата Национального антитеррористического комитета.
2 июня 2008 года указом Президента Российской Федерации назначен первым заместителем секретаря Секретаря Совета безопасности Российской Федерации.
С 11 марта 2013 по 28 июля 2016 — полномочный представитель президента Российской Федерации в Северо-Западном федеральном округе.
Распоряжением Председателя Правительства Российской Федерации от 28 июля 2016 года № 1604-р назначен руководителем Федеральной таможенной службы. В звании полковника таможенной службы освобождён от должности 10 февраля 2023 года по достижении 70-летнего возраста.
Из-за войны России против Украины находится под персональными санкциями Евросоюза, США, Великобритании и других стран.
После сентябрьских выборов 2023 года Булавин вошёл в Совет Федерации от Ивановской области: 19 сентября Губернатор Ивановской области Станислав Воскресенский назначил его сенатором от региона.

## Личная жизнь
Владимир Булавин женат,  два ребёнка — дочь и сын.

## Звания и награды

### Звания
- Генерал-полковник (2007)
- Полковник таможенной службы
- Кандидат юридических наук (1999) — защитил диссертацию по теме «Национальная безопасность современной России»
- Заслуженный сотрудник органов безопасности Российской Федерации

### Награды
- Орден «За военные заслуги» (2000)
- Орден «За заслуги перед Отечеством» IV степени (2007)
- Орден «За заслуги перед Отечеством» III степени (2012)[18]
- Орден Александра Невского (2018)
- Орден «За заслуги перед Отечеством» II степени (2020)
- Орден Почёта (26 января 2023)[19]
- Медаль «60 лет Вооружённых Сил СССР»
- Медаль «70 лет Вооружённых Сил СССР»
- Медаль «За отличие в военной службе» (ФСБ) I степени
- Медаль «За безупречную службу» II степени
- Медаль «За безупречную службу» III степени
- Нагрудный знак «Почетный сотрудник контрразведки»
- Нагрудный знак «За службу в контрразведке» II степени
- Нагрудный знак «За службу в контрразведке» III степени
- Юбилейный нагрудный знак «70 лет ИНО — ПГУ»
- Юбилейный нагрудный знак «75 лет ИНО-ПГУ-СВР»
- Ведомственные награды Российской Федерации
- Медаль «За вклад в развитие Евразийского экономического союза» (29 мая 2019 года, Высший Евразийский экономический совет)[20]
- Почётный гражданин Нижегородской области (2019)[21]

### Интервью
- Владимир Булавин: «Импортозамещение надо начинать с индустриализации» // Невское время